# Христу Къндровяну
Христу Стере Къндровяну (на румънски: Hristu Stere Cândroveanu) е арумънски литературен критик и поет.

## Биография
Христу Къндровяну е роден през 1928 година в силистренското село Бабук, тогава в Кралство Румъния в арумънското семейство на Зорика и Стере Къндровяну от воденското село Къдрево, чието име носят като фамилно. През 1930 година семейството се премества в Яйла, където между 1935 и 1939 година Христу завършва основно образование, след това учи в Силистра, но след Крайовската спогодба от 1940 година, когато градът е върнат на България, се премества в Кълъраш. В Букурещкия университет през 1952 година завършва филология, след което работи като учител до 1969 година, когато започва да издава литературното списание „Томис“ и редактира други издания.
След демократичните промени в Румъния развива културна дейност сред арумъните и през 1992 година основава организацията „Димъндаря Пъринтяска“. Издава списанията „Дещептаря“ от 1990 година и „Димъндаря“ от 1994 година.
Председател е на Обществото за македонорумънска култура.